# Razdrto (Pass)
Der Razdrto (slowenisch Preval na Razdrtem oder nur Preval, deutsch alt Sattel von Präwald) ist der etwa 600 m. i. J. hohe Passübergang bei Razdrto in Slowenien. Er liegt zwischen den Gemeinden Vipava im Westen und Postojna im Osten und verbindet das Vipavatal (Vipavska dolina) in der Goriška mit dem Becken von Postojna (Postojnska kotlina, Pivka-Becken) in Notranjsko-kraška. Der Pass trennt den Nanos nördlich von den Hügeln der Vrhe westlich und bildet die traditionelle Grenze von Alpen und Dinariden.

## Lage und Landschaft

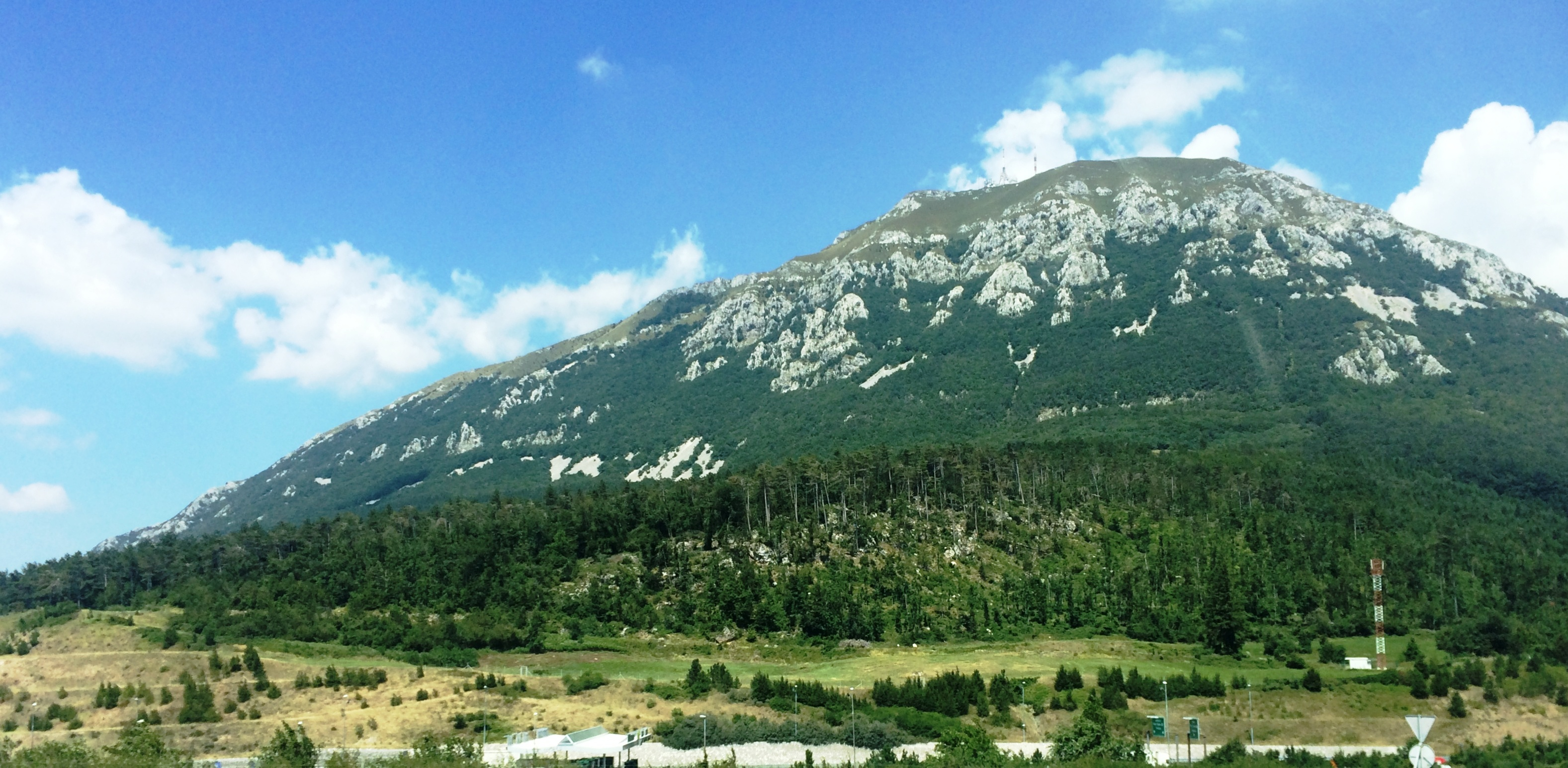
Die Sattellandschaft, hinten die Pleša des Nanos

Der Pass liegt etwa 50 Kilometer südwestlich von Ljubljana, 30 Kilometer nordöstlich von Triest, und 40 Kilometer südöstlich von Gorica (Gorizia, Görz).
Das Tal der Vipava (Vipacco), eines Nebenflusses des Isonzo (slowenisch Soča), zieht sich nördlich des Kras (Karst, Carso) ostwärts, und dann südostwärts südlich des Nanos-Massivs. Von dort zieht sich das Becken der Pivka weiter, die unvermittelt in den Höhlen der Postojnska jama (Adelsberger Grotte) unter den Zug Hrušica (Birnbaumer Wald) – Javorniki abtaucht. Zwischen Vipava (Wippach) und Postojna (Adelsberg) liegt unweit westlich des Ortes Razdrto der gleichnamige Talpass.
Der Sattel bildet auch die Talwasserscheide: Westwärts geht der Močilnik zur Vipava und ist recht schnell deutlich eingetieft (Ortslage Bežajev unterhalb 369 m. i. J., Vipava 101 m. i. J.). Ostwärts geht die Nanoščica zur Pivka, mit viel weniger Gefälle (Razdrto 572 m. i. J., Mündung bei Postojna auf 515 m. i. J.). Der Isonzo geht zur Adria, die Pivka gehört zum Einzugsgebiet der Ljubljanica (Laibach) und der Sava (Save). Damit bildet der Pass die Wasserscheide Mittelmeer–Schwarzes Meer. Er stellt auch die Grenze zwischen der Primorje, dem mediterranen Küstenland Sloweniens, und dem Dinarischen Karst im Landesinneren (Dinarski kras celinske Slovenije) als Großlandschaften dar.
Unmittelbar südlich, am Goli vrh, befindet sich der Pass (um 630 m. i. J.), der in die Talung bei Senožeče, und dann nach Divača und weiter nach Koper respektive Triest leitet.
Da man die Grenze zwischen den Alpen und dem Dinarischen Gebirge traditionell an der Pforte von Postojna (Adelsberger Pforte, Postojnska vrata) östlich sieht, bildet auch der Pass von Razdrto die Grenze der Südostalpen. Heute ist es aber auch üblich, die Berge nördlich noch zum Karst (im weiteren Sinne) zu rechnen und die Grenze der Alpen nördlicher anzutragen. Die orographisch prägnanteste Umgrenzung der Alpen ist aber hier. Daneben gab es früher auch noch Grenzziehungen viel weiter südlich, etwa am Delnice auf der Höhe Rijeka, nach denen der Pass gänzlich alpin war.

## Geschichte und Verkehr
Die heutigen Ortsnamen verweisen auf die Passlage: Razdrto steht zu altslawisch razdrъtъ ‚verstreut‘, deutsch Präwald kommt aber von slowenisch preval „Pass“. So lautet der Flurname des höchsten Punktes am Sattel.
Frühgeschichtliche Besiedelung ist durch Ringwälle am Goli vrh wie auch durch die Fundstellen Dolge ravni und Dolgi grič am Nanos-Hang bezeugt.
Dass der Pass eine Altstraße ist, ist durch den Verlauf der Römerstraße gesichert. Hier verlief die Straße von Aquileia über Nauportus (Vrhnika) nach Emona (Ljubljana), die als römische Bernsteinstraße weiter nach Norden ging und auch die Hauptroute auf den inneren Balkan war. Von Süden stieß die Straße von Tergeste (Triest) hinzu.
Der griechische Geograph Strabon bezeichnet den Bergzug des Nanos und die umliegenden Regionen als Okra-Gebirge (lateinisch Ocra). Nach seinen Angaben siedelte hier der illyrisch-keltische Stamm der Iapoden.

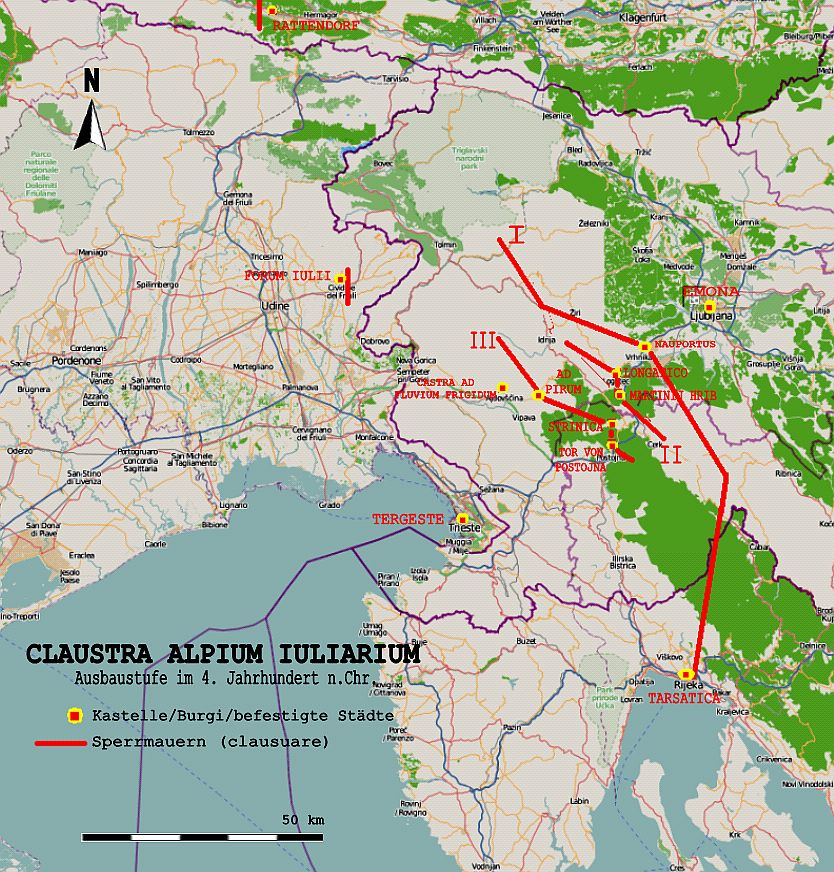
Claustra Alpium Iuliarum, der Ocra (unbeschriftet) an der Regionsgrenze westlich des Tor von Postojna.

Auch der Pass von Razdrto und die zu dieser Zeit dort bestehende Handelsstation trugen den Namen Ocra. Strabon berichtet, dass Frachtgüter von Aquileia aus auf Lastwagen über den Pass nach Nauportus geschafft wurden. Von dort wurden sie per Schiff über die Flüsse Laibach und Save weiter nach Osten transportiert. Die Handelsstation wurde im Jahr 1996 bei Notgrabungen aufgrund des Autobahnbaues befundet. Entdeckt wurden Mauerzüge und zahlreiche keramische Reste, insbesondere Amphoren, vereinzelt aus voraugusteischer Zeit, hauptsächlich jedoch aus augusteischer Zeit und der ersten Hälfte des 1. Jahrhunderts n. Chr.
Eine gleichzeitig untersuchte Ansiedlung (Fundort Mandrga) wenige hunderte Meter östlich in Richtung des heutigen Ortes Razdrto scheint älter zu sein und war vielleicht der Vorgänger dieser Station. Es dürfte sich jeweils um Einzelbauten gehandelt haben, eine weitere Besiedelung im Raum ist unbekannt. Im 1. Jahrhundert n. Chr. wurde dann als kürzerer Weg die Via Gemina über den Pass Hrušica (im Birnbaumer Wald) angelegt. Der Verkehr über den Pass von Razdrto und die Pforte von Postojna kam jedoch nicht gänzlich zum Erliegen, wovon jüngere Einzelfunde zeugen.
Ab dem 3. Jahrhundert n. Chr. wurde rundum die Claustra Alpium Iuliarum errichtet, eine Befestigungsanlage, die von den Ausläufern des Julischen Hauptmassives unweit des Vogel bis nach Rijeka verlief, mit im Endausbau drei Linien, über Nauportus, von Idrija nach Cernica, und den Birnbaumer Wald und die Pforte von Postojna. Die Garnisonen dieser Zeit dürften nicht hier, sondern näher am Wall gelegen haben, da hier kein Kastell gefunden wurde.
Der Pass verlor auch später nie seine Bedeutung. Nach dem Awarenfeldzug Karls des Großen im Jahr 796 lag hier die Grenze zwischen den Marken Krain und Istrien. Beide Gebiete gehörten bis 1040 zum Herzogtum Kärnten und wurden danach selbständig. Später kam das Vipavagebiet an die Grafschaft Görz, wobei hier zeitweise die Grenze zur Krain lag, und im Jahr 1500 an das Habsburgerreich (die Habsburger waren schon seit 1266 in der Herrschaft Duino ansässig). Daraus ging das spätere Kronland Krain hervor, mit der hier verlaufenden Hauptverkehrsachse in die österreichischen Küstenlande (Litorale).
Militärisch ausgebaut wurde der Pass von Razdrto erst im 19. Jahrhundert. Napoleon hatte im Jahr 1805 im Dritten Napoleonischen Krieg Italien erobert und das Königreich Italien geschaffen. Im Jahr 1808 befestigte das österreichische Geniecorps die Südgrenzen Kärntens (Predilpass, Malborgeth) und auch der Krain (Tarvis, Präwald). Hier befand sich ein Fort, mit einem erhöht gestellten Holzblockhaus (Reduit), einem Vorwerk und davon abzweigenden Kommunikationen mit Graben hinunter zum Pass. Beim Angriff Erzherzog Johanns gegen den Vizekönig Eugène de Beauharnais im Vierten Napoleonischen Krieg im Jahr 1809 standen hier 2500 Mann. Gekämpft wurde aber nur im Kanaltal, die österreichische Besatzung gab auf, als die Versorgungsmittel zu Ende gingen. Damit kam der Pass an die kurzlebigen Illyrischen Provinzen Frankreichs, bis im Jahr 1815 auf dem Wiener Kongress der Vorkriegszustand wieder hergestellt wurde.
Der Pass ist bis heute von zentraler Bedeutung für den Verkehr Sloweniens und des Triestiner Hinterlandes. Hier verläuft die Avtocesta (Autobahn) A1 Spielfeld – Ljubljana – Koper, die aber südwärts über den benachbarten Goli vrh abbiegt. Das Teilstück Postojna–Razdrto wurde 	1972–74 gebaut, das Los Razdrto–Čebulovica 1989, und zusammen mit dem Stück Čebulovica–Divača 1995 eröffnet.
Von ihr zweigt die im Jahr 2009 eröffnete Hitra cesta (Schnellstraße) H4 nach Vipava – Ajdovščina – Šempeter pri Gorici ab, die Mautstation dieser Straße steht direkt am Razdrto-Pass. Die alte Regionalstraße R444 zwischen Razdrto und Gorica, die parallel zur Schnellstraße verläuft, spielt nur mehr eine untergeordnete Rolle.
Die Bahnstrecke Ljubljana–Sežana (50) führt aber nicht hier über den Pass, sondern umgeht die Javorniki ab Postojna südlich.